# Olympische Winterspiele 2022/Eiskunstlauf – Teamwettbewerb
Der Teamwettbewerb im Eiskunstlauf bei den Olympischen Winterspielen 2022 wurde vom 4. bis 7. Februar im Hauptstadt-Hallenstadion ausgetragen.
Die russische Mannschaft belegte zuerst den ersten Platz mit Mark Kondratjuk und Kamila Walijewa im Einzel, Anastassija Mischina und Alexander Galljamow im Paarlauf sowie Wiktorija Sinizina / Nikita Kazalapow im Eistanz. Die Ergebnisse waren bis zum Januar 2024 noch vorläufig. Am 29. Januar 2024 wurde Kamila Walijewa endgültig vom CAS disqualifiziert. Es wurde entschieden, dass die Punkte Walijewas aus der Rechnung gestrichen wurden. Somit wurde die USA mit Nathan Chen, Vincent Zhou und Karen Chen im Einzel, Alexa Knierim und Brandon Frazier im Paarlauf sowie Madison Hubbell, Zachary Donohue, Madison Chock und Evan Bates im Eistanz Erster, Japan Zweiter und die Mannschaft des ROC Dritter. Die Medaillen erhielten die Athleten aus den USA sowie aus Japan während den Olympischen Sommerspielen 2024 am Jardins du Trocadéro in Paris.

## Teilnehmende Mannschaften
| Nation             | Männer                                        | Frauen                                             | Paarlauf                                                                                  | Eistanz                                                                               |
| ------------------ | --------------------------------------------- | -------------------------------------------------- | ----------------------------------------------------------------------------------------- | ------------------------------------------------------------------------------------- |
| China              | Jin Boyang                                    | Zhu Yi                                             | Sui Wenjing / Han Cong (Kurzprogramm) Peng Cheng / Jin Yang (Kür)                         | Wang Shiyue / Liu Xinyu                                                               |
| Deutschland        | Paul Fentz                                    | Nicole Schott                                      | Minerva-Fabienne Hase / Nolan Seegert 1                                                   | Katharina Müller / Tim Dieck                                                          |
| Georgien           | Moris Qwitelaschwili                          | Anastassija Gubanowa                               | Karina Safina / Luka Berulawa                                                             | Maria Kasakowa / Georgi Rewia                                                         |
| Italien            | Daniel Grassl                                 | Lara Naki Gutmann                                  | Nicole Della Monica / Matteo Guarise                                                      | Charlène Guignard / Marco Fabbri                                                      |
| Japan              | Shōma Uno (Kurzprogramm) Yūma Kagiyama (Kür)  | Wakaba Higuchi (Kurzprogramm) Kaori Sakamoto (Kür) | Riku Miura / Ryūichi Kihara                                                               | Misato Komatsubara / Tim Koleto                                                       |
| Kanada             | Roman Sadovsky                                | Madeline Schizas                                   | Kirsten Moore-Towers / Michael Marinaro (Kurzprogramm) Vanessa James / Eric Radford (Kür) | Piper Gilles / Paul Poirier                                                           |
| ROC                | Mark Kondratjuk                               | Kamila Walijewa                                    | Anastassija Mischina / Alexander Galljamow                                                | Wiktorija Sinizina / Nikita Kazalapow                                                 |
| Tschechien         | Michal Březina                                | Eliška Březinová                                   | Jelizaveta Žuková / Martin Bidař                                                          | Natálie Taschlerová / Filip Taschler                                                  |
| Ukraine            | Iwan Schmuratko 2                             | Anastassija Schabotowa                             | Sofija Holitschenko / Artem Darenskyj                                                     | Oleksandra Nasarowa / Maksym Nikitin                                                  |
| Vereinigte Staaten | Nathan Chen (Kurzprogramm) Vincent Zhou (Kür) | Karen Chen                                         | Alexa Knierim / Brandon Frazier                                                           | Madison Hubbell / Zachary Donohue (Rhythmustanz) Madison Chock / Evan Bates (Kürtanz) |

## Ergebnisse

### Gesamtstand
| Rang | Land               | Kurzprogramme | Kurzprogramme | Kurzprogramme | Kurzprogramme | Kür/Kürtanz        | Kür/Kürtanz        | Kür/Kürtanz        | Kür/Kürtanz        | Punkte |
| Rang | Land               | Männer        | Eistanz       | Paare         | Frauen        | Männer             | Paare              | Eistanz            | Frauen             | Punkte |
| ---- | ------------------ | ------------- | ------------- | ------------- | ------------- | ------------------ | ------------------ | ------------------ | ------------------ | ------ |
| 1    | Vereinigte Staaten | 10            | 10            | 8             | 6             | 8                  | 6                  | 10                 | 7                  | 65     |
| 2    | Japan              | 9             | 4             | 7             | 9             | 10                 | 9                  | 6                  | 9                  | 63     |
| 3    | ROC                | 8             | 9             | 9             | 10 (1)        | 9                  | 10                 | 9                  | 10 (1)             | 54     |
| 4    | Kanada             | 3             | 7             | 6             | 8             | 6                  | 7                  | 8                  | 8                  | 53     |
| 5    | China              | 5             | 6             | 10            | 1             | 7                  | 8                  | 7                  | 6                  | 50     |
| 6    | Georgien           | 7             | 3             | 5             | 7             | nicht qualifiziert | nicht qualifiziert | nicht qualifiziert | nicht qualifiziert | 22     |
| 7    | Italien            | 6             | 8             | 4             | 2             | nicht qualifiziert | nicht qualifiziert | nicht qualifiziert | nicht qualifiziert | 20     |
| 8    | Tschechien         | 4             | 5             | 3             | 3             | nicht qualifiziert | nicht qualifiziert | nicht qualifiziert | nicht qualifiziert | 15     |
| 9    | Deutschland        | 2             | 1             | 0             | 5             | nicht qualifiziert | nicht qualifiziert | nicht qualifiziert | nicht qualifiziert | 8      |
| 10   | Ukraine            | 0             | 2             | 2             | 4             | nicht qualifiziert | nicht qualifiziert | nicht qualifiziert | nicht qualifiziert | 8      |

### Kurzprogramme / Rhythmustanz

#### Männer Einzel
| Rang | Athlet               | Land               | TSS    | TES   | PCS   | SS   | TR   | PE   | CH   | IN   | Ded  | StN | Punkte |
| ---- | -------------------- | ------------------ | ------ | ----- | ----- | ---- | ---- | ---- | ---- | ---- | ---- | --- | ------ |
| 1    | Nathan Chen          | Vereinigte Staaten | 111,71 | 63,85 | 47,86 | 9,54 | 9,39 | 9,64 | 9,61 | 9,68 | 0,00 | 8   | 10     |
| 2    | Shōma Uno            | Japan              | 105,46 | 58,89 | 46,57 | 9,43 | 9,07 | 9,39 | 9,32 | 9,36 | 0,00 | 6   | 9      |
| 3    | Mark Kondratjuk      | ROC                | 95,81  | 52,81 | 43,00 | 8,57 | 8,29 | 8,64 | 8,75 | 8,75 | 0,00 | 5   | 8      |
| 4    | Moris Qwitelaschwili | Georgien           | 92,37  | 50,63 | 41,74 | 8,39 | 8,21 | 8,43 | 8,39 | 8,32 | 0,00 | 7   | 7      |
| 5    | Daniel Grassl        | Italien            | 88,10  | 47,18 | 40,92 | 8,18 | 8,00 | 8,21 | 8,32 | 8,21 | 0,00 | 9   | 6      |
| 6    | Jin Boyang           | China              | 82,87  | 43,91 | 39,96 | 8,21 | 7,71 | 7,89 | 8,11 | 8,04 | 1,00 | 4   | 5      |
| 7    | Michal Březina       | Tschechien         | 76,77  | 36,63 | 40,14 | 8,21 | 7,75 | 8,00 | 8,11 | 8,07 | 0,00 | 3   | 4      |
| 8    | Roman Sadovsky       | Kanada             | 71,06  | 32,27 | 38,79 | 7,79 | 7,64 | 7,61 | 7,86 | 7,89 | 0,00 | 2   | 3      |
| 9    | Paul Fentz           | Deutschland        | 68,64  | 33,43 | 35,21 | 7,21 | 6,89 | 6,93 | 7,18 | 7,00 | 0,00 | 1   | 2      |
|      | Iwan Schmuratko      | Ukraine            | DNS    | DNS   | DNS   | DNS  | DNS  | DNS  | DNS  | DNS  | DNS  | DNS | DNS    |

#### Eistanz
| Rang | Athleten                              | Land               | TSS   | TES   | PCS   | SS   | TR   | PE   | CH   | IN   | Ded  | StN | Punkte |
| ---- | ------------------------------------- | ------------------ | ----- | ----- | ----- | ---- | ---- | ---- | ---- | ---- | ---- | --- | ------ |
| 1    | Madison Hubbell / Zachary Donohue     | Vereinigte Staaten | 86,56 | 48,50 | 38,06 | 9,50 | 9,32 | 9,57 | 9,54 | 9,64 | 0,00 | 7   | 10     |
| 2    | Wiktorija Sinizina / Nikita Kazalapow | ROC                | 85,05 | 46,92 | 38,13 | 9,50 | 9,46 | 9,43 | 9,64 | 9,64 | 0,00 | 10  | 9      |
| 3    | Charlène Guignard / Marco Fabbri      | Italien            | 83,83 | 47,12 | 36,71 | 9,14 | 9,04 | 9,29 | 9,21 | 9,21 | 0,00 | 9   | 8      |
| 4    | Piper Gilles / Paul Poirier           | Kanada             | 82,72 | 45,47 | 37,25 | 9,25 | 9,11 | 9,43 | 9,39 | 9,39 | 0,00 | 8   | 7      |
| 5    | Wang Shiyue / Liu Xinyu               | China              | 74,66 | 41,66 | 33,00 | 8,25 | 8,07 | 8,39 | 8,21 | 8,32 | 0,00 | 6   | 6      |
| 6    | Natálie Taschlerová / Filip Taschler  | Tschechien         | 68,99 | 38,68 | 30,31 | 7,54 | 7,36 | 7,68 | 7,64 | 7,68 | 0,00 | 2   | 5      |
| 7    | Misato Komatsubara / Tim Koleto       | Japan              | 66,54 | 37,15 | 29,39 | 7,32 | 7,18 | 7,39 | 7,39 | 7,46 | 0,00 | 1   | 4      |
| 8    | Maria Kasakowa / Georgi Rewia         | Georgien           | 64,60 | 35,00 | 29,60 | 7,36 | 7,21 | 7,50 | 7,46 | 7,46 | 0,00 | 4   | 3      |
| 9    | Oleksandra Nasarowa / Maksym Nikitin  | Ukraine            | 64,08 | 34,16 | 29,92 | 7,50 | 7,36 | 7,54 | 7,43 | 7,57 | 0,00 | 5   | 2      |
| 10   | Katharina Müller / Tim Dieck          | Deutschland        | 63,21 | 33,53 | 29,69 | 7,36 | 7,25 | 7,46 | 7,54 | 7,50 | 0,00 | 3   | 1      |

#### Paarlauf
| Rang | Athleten                                   | Land               | TSS   | TES   | PCS   | SS   | TR   | PE   | CH   | IN   | Ded  | StN | Punkte |
| ---- | ------------------------------------------ | ------------------ | ----- | ----- | ----- | ---- | ---- | ---- | ---- | ---- | ---- | --- | ------ |
| 1    | Sui Wenjing / Han Cong                     | China              | 82,83 | 44,97 | 37,86 | 9,36 | 9,25 | 9,64 | 9,54 | 9,54 | 0,00 | 8   | 10     |
| 2    | Anastassija Mischina / Alexander Galljamow | ROC                | 82,64 | 45,22 | 37,42 | 9,25 | 9,21 | 9,46 | 9,43 | 9,43 | 0,00 | 9   | 9      |
| 3    | Alexa Knierim / Brandon Frazier            | Vereinigte Staaten | 75,00 | 41,02 | 33,98 | 8,36 | 8,39 | 8,61 | 8,54 | 8,57 | 0,00 | 4   | 8      |
| 4    | Riku Miura / Ryūichi Kihara                | Japan              | 74,45 | 39,83 | 34,62 | 8,68 | 8,64 | 8,68 | 8,75 | 8,54 | 0,00 | 5   | 7      |
| 5    | Kirsten Moore-Towers / Michael Marinaro    | Kanada             | 67,34 | 34,06 | 33,28 | 8,29 | 8,18 | 8,25 | 8,43 | 8,46 | 0,00 | 7   | 6      |
| 6    | Karina Safina / Luka Berulawa              | Georgien           | 64,79 | 35,59 | 29,20 | 7,39 | 7,21 | 7,32 | 7,29 | 7,29 | 0,00 | 3   | 5      |
| 7    | Nicole Della Monica / Matteo Guarise       | Italien            | 60,30 | 30,75 | 30,55 | 7,82 | 7,50 | 7,29 | 7,86 | 7,71 | 1,00 | 6   | 4      |
| 8    | Jelizaveta Žuková / Martin Bidař           | Tschechien         | 56,70 | 30,01 | 27,69 | 7,07 | 6,71 | 6,71 | 7,07 | 7,04 | 1,00 | 2   | 3      |
| 9    | Sofija Holitschenko / Artem Darenskyj      | Ukraine            | 53,65 | 28,23 | 25,42 | 6,39 | 6,18 | 6,29 | 6,64 | 6,29 | 0,00 | 1   | 2      |
|      | Minerva-Fabienne Hase / Nolan Seegert      | Deutschland        | DNS   | DNS   | DNS   | DNS  | DNS  | DNS  | DNS  | DNS  | DNS  | DNS | DNS    |

#### Frauen Einzel
| Rang | Athletin               | Land               | TSS   | TES   | PCS   | SS   | TR   | PE   | CH   | IN   | Ded  | StN | Punkte |
| ---- | ---------------------- | ------------------ | ----- | ----- | ----- | ---- | ---- | ---- | ---- | ---- | ---- | --- | ------ |
| 1    | Wakaba Higuchi         | Japan              | 74,73 | 40,54 | 34,19 | 8,61 | 8,32 | 8,57 | 8,61 | 8,61 | 0,00 | 8   | 9      |
| 2    | Madeline Schizas       | Kanada             | 69,60 | 37,56 | 32,04 | 7,86 | 7,79 | 8,25 | 8,04 | 8,11 | 0,00 | 6   | 8      |
| 3    | Anastassija Gubanowa   | Georgien           | 67,56 | 36,90 | 30,66 | 7,71 | 7,39 | 7,75 | 7,61 | 7,86 | 0,00 | 4   | 7      |
| 4    | Karen Chen             | Vereinigte Staaten | 65,20 | 32,72 | 33,48 | 8,39 | 8,21 | 8,21 | 8,46 | 8,57 | 1,00 | 9   | 6      |
| 5    | Nicole Schott          | Deutschland        | 62,66 | 32,52 | 30,14 | 7,50 | 7,39 | 7,61 | 7,54 | 7,64 | 0,00 | 7   | 5      |
| 6    | Anastassija Schabotowa | Ukraine            | 62,49 | 35,63 | 26,86 | 6,68 | 6,50 | 6,79 | 6,82 | 6,79 | 0,00 | 2   | 4      |
| 7    | Eliška Březinová       | Tschechien         | 61,05 | 33,97 | 27,08 | 6,79 | 6,50 | 7,00 | 6,64 | 6,93 | 0,00 | 3   | 3      |
| 8    | Lara Naki Gutmann      | Italien            | 58,52 | 30,78 | 27,74 | 6,79 | 6,93 | 7,00 | 6,96 | 7,00 | 0,00 | 5   | 2      |
| 9    | Zhu Yi                 | China              | 47,03 | 22,34 | 25,69 | 6,57 | 6,46 | 6,07 | 6,64 | 6,36 | 1,00 | 1   | 1      |
| DSQ  | Kamila Walijewa        | ROC                | 90,18 | 51,67 | 38,51 | 9,46 | 9,43 | 9,82 | 9,71 | 9,71 | 0,00 | 10  | 10     |

### Kür/Kürtanz

#### Männer Einzel
| Rang | Athlet          | Land               | TSS    | TES    | PCS   | SS   | TR   | PE   | CH   | IN   | Ded  | StN | Punkte |
| ---- | --------------- | ------------------ | ------ | ------ | ----- | ---- | ---- | ---- | ---- | ---- | ---- | --- | ------ |
| 1    | Yūma Kagiyama   | Japan              | 208,94 | 116,50 | 92,44 | 9,29 | 9,00 | 9,43 | 9,25 | 9,25 | 0,00 | 4   | 10     |
| 2    | Mark Kondratjuk | ROC                | 181,65 | 95,09  | 86,56 | 8,75 | 8,39 | 8,75 | 8,68 | 8,71 | 0,00 | 3   | 9      |
| 3    | Vincent Zhou    | Vereinigte Staaten | 171,44 | 85,24  | 86,20 | 8,71 | 8,46 | 8,54 | 8,75 | 8,64 | 0,00 | 5   | 8      |
| 4    | Jin Boyang      | China              | 155,04 | 78,26  | 76,78 | 7,93 | 7,32 | 7,75 | 7,75 | 7,64 | 0,00 | 2   | 7      |
| 5    | Roman Sadovsky  | Kanada             | 122,60 | 50,10  | 74,50 | 7,57 | 7,36 | 7,14 | 7,68 | 7,50 | 2,00 | 1   | 6      |

#### Paarlauf
| Rang | Athleten                                   | Land               | TSS    | TES   | PCS   | SS   | TR   | PE   | CH   | IN   | Ded  | StN | Punkte |
| ---- | ------------------------------------------ | ------------------ | ------ | ----- | ----- | ---- | ---- | ---- | ---- | ---- | ---- | --- | ------ |
| 1    | Anastassija Mischina / Alexander Galljamow | ROC                | 145,20 | 74,97 | 72,23 | 9,07 | 9,04 | 8,75 | 9,25 | 9,04 | 2,00 | 4   | 10     |
| 2    | Riku Miura / Ryūichi Kihara                | Japan              | 139,60 | 70,11 | 69,49 | 8,68 | 8,64 | 8,86 | 8,68 | 8,57 | 0,00 | 2   | 9      |
| 3    | Peng Cheng / Jin Yang                      | China              | 131,75 | 63,35 | 68,40 | 8,54 | 8,43 | 8,46 | 8,75 | 8,57 | 0,00 | 5   | 8      |
| 4    | Vanessa James / Eric Radford               | Kanada             | 130,07 | 64,46 | 65,61 | 8,11 | 8,04 | 8,32 | 8,25 | 8,29 | 0,00 | 1   | 7      |
| 5    | Alexa Knierim / Brandon Frazier            | Vereinigte Staaten | 128,97 | 62,74 | 66,23 | 8,36 | 8,21 | 8,11 | 8,39 | 8,32 | 0,00 | 3   | 6      |

#### Eistanz
| Rang | Athleten                              | Land               | TSS    | TES   | PCS   | SS   | TR   | PE   | CH   | IN   | Ded  | StN | Punkte |
| ---- | ------------------------------------- | ------------------ | ------ | ----- | ----- | ---- | ---- | ---- | ---- | ---- | ---- | --- | ------ |
| 1    | Madison Chock / Evan Bates            | Vereinigte Staaten | 129,07 | 71,81 | 57,26 | 9,43 | 9,29 | 9,64 | 9,71 | 9,64 | 0,00 | 5   | 10     |
| 2    | Wiktorija Sinizina / Nikita Kazalapow | ROC                | 128,17 | 71,42 | 57,75 | 9,61 | 9,46 | 9,71 | 9,64 | 9,71 | 1,00 | 4   | 9      |
| 3    | Piper Gilles / Paul Poirier           | Kanada             | 124,39 | 68,73 | 55,66 | 9,21 | 9,11 | 9,32 | 9,36 | 9,38 | 0,00 | 3   | 8      |
| 4    | Wang Shiyue / Liu Xinyu               | China              | 107,18 | 57,41 | 49,77 | 8,29 | 8,14 | 8,36 | 8,39 | 8,29 | 0,00 | 2   | 7      |
| 5    | Misato Komatsubara / Tim Koleto       | Japan              | 98,66  | 54,29 | 44,37 | 7,36 | 7,25 | 7,43 | 7,54 | 7,39 | 0,00 | 1   | 6      |

#### Frauen Einzel
| Rang | Athleten         | Land               | TSS    | TES    | PCS   | SS   | TR   | PE   | CH   | IN   | Ded  | StN | Punkte |
| ---- | ---------------- | ------------------ | ------ | ------ | ----- | ---- | ---- | ---- | ---- | ---- | ---- | --- | ------ |
| 1    | Kaori Sakamoto   | Japan              | 148,66 | 76,93  | 71,73 | 9,11 | 8,79 | 9,04 | 8,93 | 8,96 | 0,00 | 4   | 9      |
| 2    | Madeline Schizas | Kanada             | 132,04 | 67,53  | 64,51 | 8,00 | 7,86 | 8,14 | 8,18 | 8,14 | 0,00 | 3   | 8      |
| 3    | Karen Chen       | Vereinigte Staaten | 131,52 | 65,68  | 65,84 | 8,25 | 7,96 | 8,29 | 8,29 | 8,36 | 0,00 | 2   | 7      |
| 4    | Zhu Yi           | China              | 91,41  | 42,79  | 50,62 | 6,54 | 6,21 | 6,07 | 6,57 | 6,25 | 2,00 | 1   | 6      |
| DSQ  | Kamila Walijewa  | ROC                | 178,92 | 105,25 | 74,67 | 9,39 | 9,21 | 9,32 | 9,50 | 9,25 | 1,00 | 5   | 10     |